# Drowned World/Substitute for Love
«Drowned World/Substitute for Love» es una canción interpretada por la cantante estadounidense Madonna, incluida en su séptimo álbum de estudio, Ray of Light (1998). Fue compuesta y producida por Madonna y William Orbit, con composición adicional de David Collins; Rod McKuen y Anita Kerr recibieron créditos como coautores debido al uso de un sample de una de sus canciones titulada «Why I Follow the Tigers» (1969). De género ambiental, la letra describe el balance de los valores pasados de Madonna, a la vez que evalúa su carrera y trayectoria. Las compañías Maverick y Warner Bros. la publicaron como el tercer sencillo del disco el 18 de agosto de 1998 en Europa y Australia; posteriormente, figuró en el grandes éxitos GHV2 (2001).
En términos generales, obtuvo elogios de críticos, periodistas y académicos, quienes resaltaron la producción, la voz de la cantante y el carácter autobiográfico de la canción, además de reconocerla como una de las más destacadas de su carrera. Desde el punto de vista comercial, lideró la lista oficial de España y estuvo entre los diez primeros lugares en Bélgica, Hungría, Islandia, Italia, Polonia y Reino Unido. Aunque no estuvo a la venta en Estados Unidos, el lado B del sencillo, «Sky Fits Heaven», ocupó el puesto 41 en la lista Dance Club Songs de Billboard.
El videoclip, dirigido por el inglés Walter Stern, muestra a Madonna huyendo de los paparazzi hasta que llega a casa. Pocas semanas antes de su estreno, enfrentó una fuerte reacción en los medios británicos debido a las secuencias de persecución de los paparazzi, un escenario similar que provocó la muerte de Diana de Gales en agosto de 1997. La cantante incluyó la canción en el repertorio de las giras mundiales Drowned World (2001) y Confessions (2006). Además, la interpretó en memoria de Collins, quien falleció en julio de 2013, durante uno de los espectáculos de Londres de su Rebel Heart Tour (2015-2016), así como en el concierto especial Tears of a Clown en Melbourne en marzo de 2016.

## Antecedentes
Entre 1996 y 1998, Madonna pasó por una serie de experiencias que le «cambiaron la vida», entre ellas el nacimiento de su hija Lourdes «Lola» Leon, su interés por el yoga, el misticismo oriental y la Cábala, así como el papel protagónico de Eva Perón en la adaptación cinematográfica del musical Evita, dirigida por Alan Parker. En 1997, empezó a trabajar en su séptimo álbum de estudio Ray of Light; para ello, compuso canciones con William Orbit, Rick Nowels, Patrick Leonard y Babyface con el propósito de que reflejara los «cambios de perspectivas» en relación con su vida personal. Joan Anderman del Boston Globe señaló que se trataba de un «disco dance profundamente espiritual», cuyo meollo se basaba en «liberarla de una carrera construida sobre imágenes recogidas e identidades cultivadas». La maternidad había suavizado emocionalmente a la artista, lo que se reflejaba en las canciones. En este sentido, ideó conceptos y usó palabras que implicaban pensamientos más profundos y personales, en lugar de las melodías típicas de música dance que había compuesto anteriormente. De manera similar, Tom Ewing de Freaky Trigger explicó que en aquella época se encontraba en su fase «más espiritual» y, a medida que crecía su interés por el misticismo y la Cábala, las letras adquirían un enfoque «menos situacional y más universal». En una entrevista con la revista Q, expresó que la maternidad la llevó a «buscar respuestas a preguntas que nunca antes me había hecho».
Madonna trabajó principalmente con Orbit, luego de que Guy Oseary, socio de la discográfica Maverick, se contactara con él en marzo de 1997 y le solicitase algunas melodías para la cantante; le envió una cinta de audio digital de trece pistas, entre las cuales se encontraba una maqueta de «Drowned World/Substitute for Love». A los cinco días, ella se comunicó con el productor y le confirmó que ya había empezado a escribir letras basándose en sus pistas y que estaba interesada en colaborar con él. Era gran admiradora de los discos del productor y de las remezclas que había creado para sus sencillos anteriores; agregó: «Estaba interesada en fusionar una especie de sonido futurista. [...] Quería que sonara viejo y nuevo al mismo tiempo». «Drowned World/Substitute for Love», el primer tema del álbum, fue compuesto por Madonna, Orbit, Rod McKuen, Anita Kerr y David Collins, y contiene un sample de «Why I Follow the Tigers» (1969), interpretado por The San Sebastian Strings, un grupo creado por McKuen y Kerr. La primera voz que se escucha al inicio es la de un hombre que pronuncia la frase you see («ya ves»), que es un sample de «Why I Follow the Tigers»; años después, se confirmó que dicha voz pertenecía al actor estadounidense Jesse Pearson. Tanto McKuen como Kerr fueron acreditados como coautores, aunque el primero mencionó que más que una cuestión de sample, en realidad sigue la trama que ocurre en «Tigers», por esa razón ambos recibieron créditos. Madonna era gran admiradora del diseño de interiores de Collins y le había encargado diseñar el club nocturno de un amigo en Miami; tiempo después, adaptó un poema de él y tuvo un crédito como coautor.

## Grabación
Producida por Madonna y Orbit, la grabación de «Drowned World/Substitute for Love» —así como el resto del álbum— tuvo lugar en los estudios Larrabee North de Universal City (California) mientras que la masterización en Sterling Sound (Nueva York), a cargo de Ted Jensen. Fergus Gerrand tocó la batería y Pat McCarthy, David Reitzas, Jon Englesby, Mark Endard y Matt Silva fueron los responsables de la ingeniería. La versión final difirió significativamente de la maqueta incluida en la cinta de audio digital, que Orbit describió como «serendipia». Durante las primeras sesiones se centraron principalmente en las voces, y posteriormente el productor agregó efectos «vibrantes» y de eco, algunos muy «ajustados» al tempo y otros más sueltos al ritmo. Además, cuenta con un fill de batería que Orbit creó con filtros de audio a partir de pequeños fragmentos. Como casi todo el disco, se grabó en un sintetizador Roland Juno-106.
En una entrevista con la revista Keyboard, Orbit comentó que hubo un par de sesiones de batería en Los Ángeles, pero no funcionó, por lo que se puso en contacto con el británico Fergus Gerrand, quien tocó la batería en Londres. Orbit los unió en su estación de trabajo de audio digital y los cortó manualmente, en vez de usar un software de autoedición como ReCycle. Cuando se le preguntó si consideraba que una pista estaba finalizada y lista para el proceso de mezcla, declaró que, en el caso de «Drowned World/Substitute for Love», había sido lo que denominó una «mezcla demo»; profundizó: «No se suponía que fuese una mezcla final, era una versión aproximada, pero funcionó y eso es lo que escuchas en el disco. Entonces, en ese sentido, es cuando dices: "Bueno, no está terminada, pero no quiero ir más lejos porque parece que ha llegado a una especie de apoteosis. Está perfecta ahora. No nos arriesguemos a estropearla"». En otra entrevista para Billboard, remarcó que tras escucharla «cientos de veces», aún le desconcertaba cómo se había formado la canción, y añadió que era «mucho más grande que sus partes individuales. A riesgo del cliché, fue puramente mágica».

## Composición

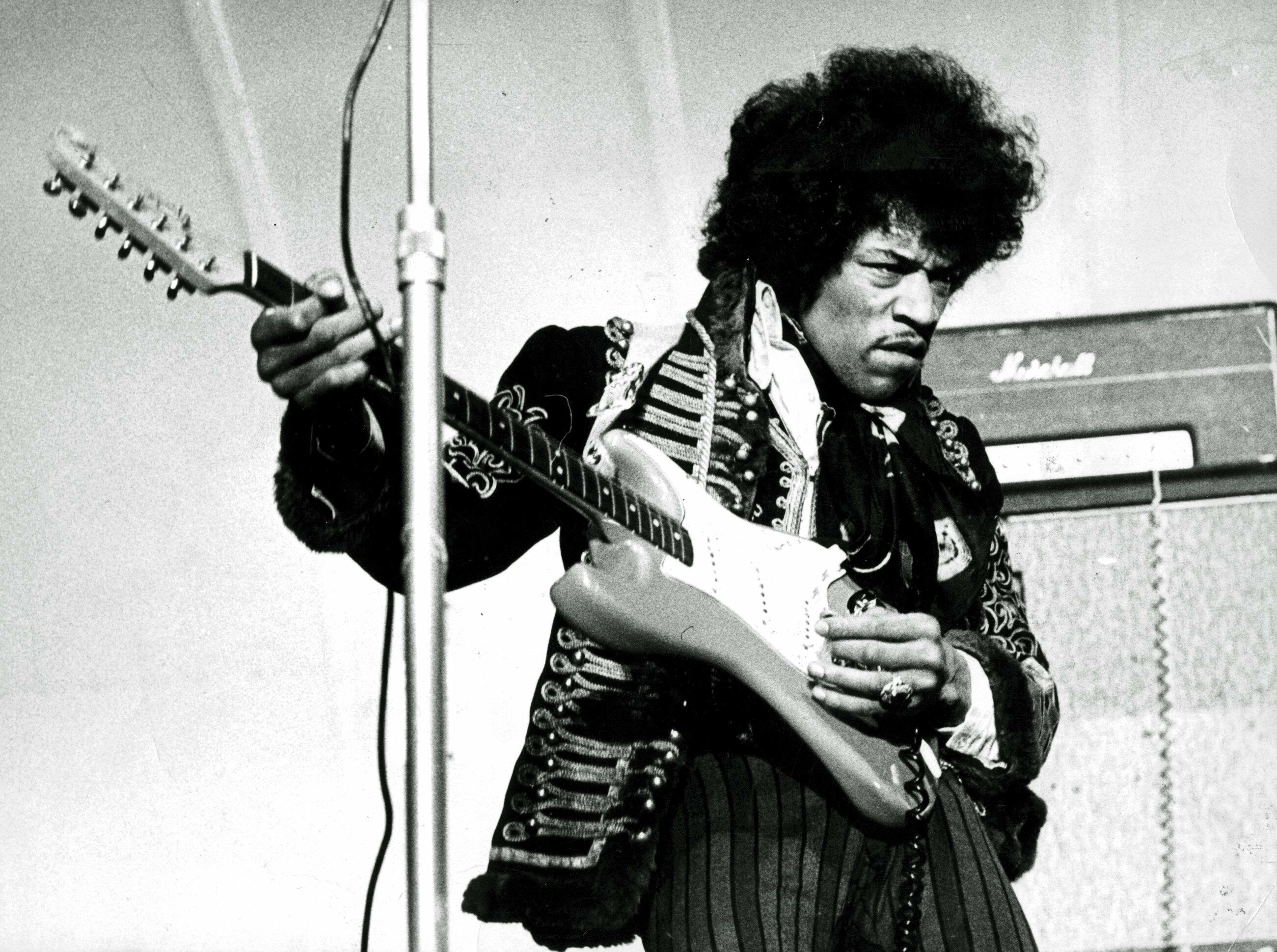
El sonido de la guitarra en la canción ha sido comparado con el de Jimi Hendrix.

«Drowned World/Substitute for Love» es una canción ambiental de tempo medio electrónico, y toma el título de la novela de ciencia ficción de J. G. Ballard, El mundo sumergido (1962). La más importante de Ray of Light según la propia Madonna, se destacan samples vocales y de cuerdas, loops de batería trip hop, ritmos jungle y drum and bass, una línea de guitarra, notas de piano y pitidos de computadora. A lo largo de la canción, su voz es de naturaleza suave y reflexiva y la melodía se presenta suavemente para el oyente. Según la partitura publicada en Musicnotes por Alfred Publishing Co., Inc., se establece en un compás de 4/4 con un tempo «despacio» de 72 pulsaciones por minuto. Está compuesta en la tonalidad de si mayor y el registro vocal se extiende desde las notas fa sostenido3 a la4. Sigue una progresión armónica de fa sostenido5—sol sostenido5—mi5—la5 en la introducción y luego cambia a si—do sostenido menor7—la9—mi en la primera estrofa y el estribillo.
Inicia de manera tranquila, con la música ambiental y el sonido estéreo oscilante, que continúa por cuarenta segundos, aunado a los tonos de un vibráfono que produce acordes de arpegio mientras de fondo se escuchan los sintetizadores. A continuación, el sample de McKuen pronuncia la frase you see («ya ves») y Madonna canta el primer verso I traded fame for love («Cambié la fama por el amor»). La canción progresa lentamente; en el estribillo aparece la batería y el bajo y en el segundo minuto se perciben guitarras en un estilo similar a Jimi Hendrix que complementan la música. A continuación, una guitarra acústica adquiere protagonismo a partir del minuto 2:49 y los sonidos del piano en reverberación pueden escucharse a lo lejos. Orbit añade guitarras y aumenta el volumen con los sonidos electrónicos que se vuelven turbulentos, a la vez que los teclados «melancólicos» evolucionan hasta convertirse en baterías funk «agresivas». Asimismo, el canto de Madonna cobra impulso e intensidad, desde un susurro hasta un lamento «aterrador» por el clímax, y canta No one night stand, no far off land / No fire I can spark («No hay amorío de una noche, no hay tierra lejana, no hay fuego que pueda encender»). Los arpegios de guitarra eléctrica se agregan en la composición y, finalmente, la batería se vuelve pesada. Es entonces cuando la música disminuye y en el silencio consiguiente pronuncia el último verso I've changed my mind / This is my religion («He cambiado de opinión; esta es mi religión»).
Ha sido descrita como una canción de amor autobiográfica, cuya letra describe el balance de los valores pasados de Madonna, a la vez que evalúa «con pesar» su carrera y trayectoria. Resume gran parte de sus aflicciones personales con la fama, ejemplificadas en versos como I got exactly what I asked for / Running, rushing back for more / And now I find, I’ve changed my mind («Obtuve exactamente lo que pedí / Corriendo, regresando por más / Y ahora descubro que he cambiado de opinión»). Varios académicos y críticos dieron su análisis a la letra. Así pues, el autor Mal Marcovitz señala que discute «si el precio de la fama es demasiado alto», y Liz Smith de The Baltimore Sun opinó que «cuestiona la fama, lo que refleja su continua búsqueda de la paz dentro de esta vorágine de su propia creación». John McAlley de Entertainment Weekly explicó que la artista «dibujó por primera vez la analogía entre los paisajes devastados de Ballard y su obsesión destructora por el éxito». En el libro The Lyrics of Civility (2016), Kenneth Bielen señala que descubre «el vacío de lograr todos sus objetivos». El narrador canta sobre la soledad y sobre «amantes que se conformaron con la emoción de aprovecharse de [su] fama». Al final, tras enumerar sus logros y sus penas, concluye su experiencia de vida con la frase «esta es mi religión», que según Rikky Rooksby de The Complete Guide to the Music of Madonna (2004), determina el tema espiritual presente en todo el álbum. De acuerdo con Lucy O'Brien, autora de Madonna: Like an Icon (2007), la letra reflexiona sobre su deseo compulsivo por la fama y cómo aquello finalmente arruinó sus relaciones personales al hacerlas «superficiales y fugaces». De ese modo, establece el tono de todo el álbum. No tan distante, Barry Walters de The Advocate sintetiza que el narrador abandona el «objeto de su afecto, consciente del hecho de que la fama no le dará sentido a su vida ni conjurará a ese caballero de armadura brillante que ha estado buscando durante todos estos años». El autor italiano Francesco Falconi la analizó como una «autocrítica contra el deseo compulsivo de la fama, la degradación que comporta de las relaciones personales y el prolongarse de amistades de conveniencia». Sumado a lo anterior, concluyó que lo que se expresa es que la «fama conduce a la soledad» y a un «vacío interior» que, no obstante, ella consiguió «colmar con el nacimiento de su hija, la chispa que le ha permitido comprender lo que de verdad cuenta en la vida». Del mismo modo, Jeremy Kinser de The Advocate concluyó que la maternidad ha llenado «el vacío causado por los estragos de la fama». Madonna describió su fama como «una cruz que llevar, la verdadera espina clavada», y profundizó:

Mi vida ha sido bendecida, soy consciente de ello, he tenido un montón de privilegios y no cambiaría nada, pero ser famosa es, al mismo tiempo, como la agonía y el éxtasis. Por una parte, puedes acercarte a cualquier persona que quieras conocer, pero por otra, no tienes ninguna posibilidad de anonimato y privacidad. El éxito puede ser destructivo. Es como una droga: te da la ilusión de ser feliz, de creerte importante, de sentirte apagada. Pero te puede alejar de lo que es realmente importante.

## Publicación y remezclas

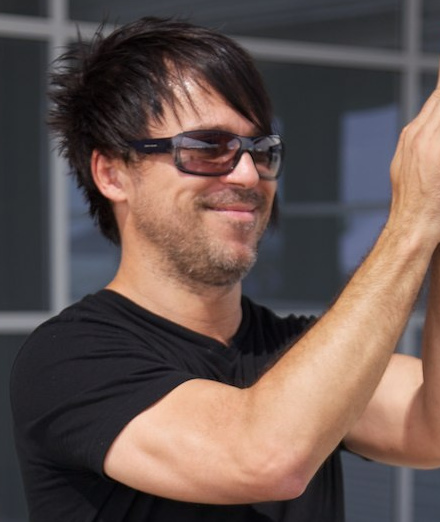
El DJ Brian «BT» Transeau produjo una remezcla para el sencillo.

Luego del lanzamiento de «Frozen» y «Ray of Light», las compañías Maverick y Warner Bros. Records decidieron publicar «Drowned World/Substitute for Love» como el tercer sencillo del álbum fuera de Estados Unidos, donde allí «The Power of Good-Bye» fue elegido como el tercero. Salió al mercado en los formatos físicos de CD, casete y vinilos de 7" y 12"; «Sky Fits Heaven» se añadió como lado B en la mayoría de las ediciones. El fotógrafo de moda Rankin tomó las imágenes para la portada y Kevin Reagan estuvo a cargo del diseño y la dirección artística. Para acompañar el lanzamiento, se crearon remezclas producidas por los DJ Brian «BT» Transeau y Sasha, las cuales figuraron en los maxi CD y vinilos de 12" publicados en la mayoría de los mercados musicales. Según Larry Flick de Billboard, era una de las canciones que más había llamado la atención de los DJ.
La primera fecha de lanzamiento ocurrió el 18 de agosto de 1998 en Australia y Europa, cuando salió a la venta un maxi CD de tres pistas que incluía la versión del álbum de 5:08, la remezcla BT and Sasha's Bucklodge Ashram Remix de «Drowned World/Substitute for Love» y la Sasha Remix Edit de «Sky Fits Heaven», con una duración de 9:26 y 4:08, respectivamente. Casi un mes después, el 15 de septiembre, estuvieron disponibles dos CD por separado en aquellos territorios: el primero incluía las mismas canciones del maxi CD, mientras que el segundo contenía, además del sencillo, dos versiones nuevas de «Sky Fits Heaven», una titulada Sasha Remix de 7:21 y otra producida por Victor Calderone de 5:50; esta última también apareció en el vinilo de 12" publicado en Reino Unido. También se lanzó en este último formato en el resto de Europa y como un EP en CD en Japón. Tiempo después, «Drowned World/Substitute for Love» figuró en el grandes éxitos GHV2 (2001).

## Recepción crítica y reconocimientos
En términos generales, «Drowned World/Substitute for Love» obtuvo elogios de críticos, académicos y periodistas musicales, quienes resaltaron la voz de Madonna y el carácter autobiográfico de la canción. Por ejemplo, Kenneth Bielen de The Lyrics of Civility (2016) declaró que puede ser una «parte de [su] autobiografía» y resaltó su voz «llena de resignación y pesar». El autor Francesco Falconi también lo reconoció como uno de los temas «más autobiográficos de su carrera» y lo denominó una «pequeña obra maestra». Lucy O'Brien resaltó los efectos de loop y los pitidos en la pista, así como la voz de la cantante por sonar «clara como una campana». Para Alex Needham de NME, Madonna encontró «una nueva voz que podía ser experimentada y eufórica simultáneamente, haciendo referencia a su pasado pero sin ser arrastrada por él». Paul Northup de ThirdWay remarcó que llamaba la atención por la «perspectiva más madura» de Madonna, y Sal Cinquemani de Slant Magazine mencionó que «no había sido tan sincera emocionalmente desde Like a Prayer (1989)». Joan Anderman del Boston Globe comentó que si bien la letra no daba la impresión de un «juego de palabras sofisticado», sí sonaba como «la verdad, y eso es una revelación para una artista conocida por ser todo tipo de criaturas menos ella misma». Rob Sheffield de Rolling Stone opinó que era una gran canción y la «introducción perfecta» a Ray of Light, así como uno de los momentos más «apasionados» del disco. Señaló además que Madonna se escuchaba «positivamente feroz» y servía como recordatorio de que «durante todos los años que ella pasó persiguiendo el arte, la clase y la moda, la razón por la que todavía nos importan sus excentricidades es la emoción en su música; toda su decoración desesperadamente elegante no puede ocultar su corazón de rock & roll». Alex Frank de Pitchfork la nombró la más «conmovedora» y «posiblemente» la mejor canción del álbum, y subrayó: «Atrás quedó la perversidad irónica y, al menos según ella, la adicción al centro de atención, reemplazada por sabiduría, paciencia y un poderoso instinto maternal».

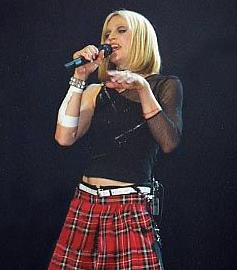
La crítica elogió la voz de Madonna y el carácter autobiográfico de la canción. En la imagen, la cantante dando inicio al Drowned World Tour (2001) con una interpretación de «Drowned World/Substitute for Love».

La producción también recibió comentarios favorables. Charlotte Robinson de PopMatters dijo que era «un testimonio de la capacidad de Orbit para usar aparatos y magia electrónica no para alienar a los oyentes, sino para atraerlos». Stephen Thomas Erlewine de Allmusic lo llamó un número «turbulento» y «meditativo» y añadió que contiene texturas «seductoras» y una base melódica «potente». David Browne de Entertainment Weekly sostuvo que la yuxtaposición de ritmos y cuerdas otorgaban un melodrama «que a menudo es impresionante». Alex Frank notó que incluía efectos «confusos» que vibraban como el sonido de un sonar, aunque remarcó que esa calidad de sonido «sumergida» se convirtió en el «lienzo en blanco del manifiesto filosófico del álbum, una declaración tan clara como se pueda imaginar de la nueva Madonna. Aquí, no solo encarna su reinvención, como lo había hecho anteriormente, sino que sigue adelante y la describe con todo detalle». Rob Sheffield comentó que Madonna muestra su «costosa colección de trucos electrónicos como si estuviera desempacando sus bolsas de compras después de un día en los centros comerciales y ni siquiera le importara si chocaran entre ellas». Prosiguió que la producción sonaba «ruidosa, vulgar y ridícula, pero permite a Madonna hacer lo que mejor sabe: lucirse».
En otras reseñas, Sebas E. Alonso de Jenesaispop lo seleccionó dentro de lo mejor del material y agregó que no era «tan estándar» como lo fue «You'll See» (1995), sino una «pseudo-balada en la que arremete contra la fama». En su crítica al recopilatorio GHV2, Cinquemani lo calificó con una «B» y afirmó que presentó al mundo a la nueva «chica espiritual», opinión que compartió Falconi, quien manifestó que era «la celebración de la transformación de la chica material en una madre espiritual que, sin renegar de su pasado, dirige su atención hacia nuevos horizontes». De acuerdo con Sebastián Ramos de La Nación, «deja asentado cuál es la nueva variable musical de Madonna». Ignacio D'Amore y Mariano López, autores de la Enciclopedia Gay (2012), la definieron como «encantadora», y Larry Flick de Billboard la caracterizó como una canción «teñida de lágrimas» que alterna entre «calmar el alma y desencadenar una catarsis espiritual». Bryan Lark de The Michigan Daily opinó que era «conmovedora» y que Madonna creaba «una catarsis de pop brillante y eufórica que casi eclipsa todos los errores que ha cometido en su pasado sórdido, incluidos los retorcimientos virginales, los dientes de oro y el autoestop al desnudo», en referencia a las eras Like a Virgin (1984) y Erotica (1992). Stephen Sears de Idolator, en un artículo por el decimoquinto aniversario de Ray of Light, subrayó que su voz sonaba «más profunda y sabia» y añadió: «Como el primer capítulo de una gran novela, marca la pauta para un álbum que está a años luz de sus predecesores en alcance y musicalidad». Menos positivo fue Guillermo Alonso de la edición española de la revista Vanity Fair, quien criticó la letra por haber «envejecido muy mal» y ser «un chicle que [ella] ha estirado hasta reventar».
De la Official Charts Company, Justin Myers la consideró una de las «joyas ocultas» de la cantante, así como una de las «pocas canciones sobre los peligros de la fama que no te hace querer buscar los violines más pequeños del mundo». Para Michael Slezak de Entertainment Weekly,  es uno de sus temas más infravalorados, que además cuenta con una de las interpretaciones vocales «más matizadas» de su carrera; «el paisaje sonoro sumergido da la impresión de que está cantando desde el fondo del océano, pero a medida que alcanza el clímax, está claro que [ella] también está cantando desde el fondo de su corazón». Matthew Rettenmund, del sitio Logo, opinó que era una deconstrucción «furtiva y metódica» de la «vida de estrella de rock» de la cantante, así como su mejor composición con Orbit y la segunda mejor canción en Ray of Light. De la lista de las cincuenta mejores canciones de Madonna, la revista Rolling Stone la incluyó en el vigésimo lugar. Chuck Arnold de Entertainment Weekly también lo clasificó en la vigésima posición y comentó que presentó a una «Madonna nueva y más iluminada [en] un viaje de otro mundo a través de su alma». Jude Rogers de The Guardian lo ubicó en el decimosegundo puesto del conteo de todos sus sencillos y escribió: «Majestuosa, reflexiva e interpretada en un estilo suave, esta meditación sobre la fama con una referencia ballardiana en su título se eleva silenciosa y magníficamente». En 2003, la revista Q solicitó a sus lectores que votaran los veinte mejores sencillos de la artista y «Drowned World/Substitute for Love» quedó en el puesto diecisiete. Misma posición logró en las listas de sus mejores canciones en Jenesaispop y Billboard; en la primera, Sebas E. Alonso expresó era «tan especial porque contiene un mensaje universal al margen de la maternidad, y es la salida de una situación en la que, rodeado de gente, te sientes aislado». De la segunda publicación, Joe Lynch escribió:

Para una estrella del pop definida por su feroz confianza, «Drowned World/Substitute for Love» nos mostró que después de conquistar el mundo, Madonna aún tenía dudas sobre el valor de la fama, el dinero y todo aquello por lo que había trabajado tan implacablemente. Pero mientras el paisaje sonoro ambiental transmite su vacío interno, el mensaje pasa por alto la autocompasión y pasa directamente al autoexamen, lo que marca de manera brillante el tono de su álbum más satisfactorio espiritualmente, y uno de los LP de referencia más emocionalmente inteligentes en la historia del pop.

## Recepción comercial

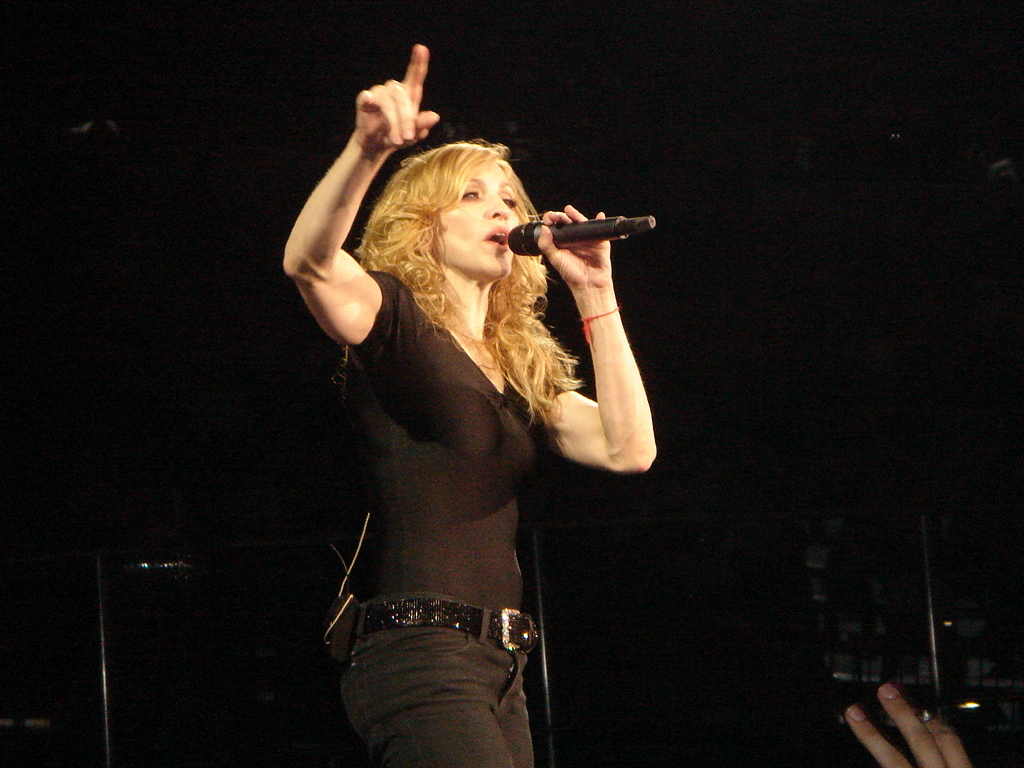
«Drowned World/Substitute for Love» alcanzó la primera posición en la lista oficial de España y estuvo entre los diez primeros lugares en Bélgica, Hungría, Islandia, Italia, Polonia y Reino Unido. En la imagen, Madonna cantando el sencillo durante uno de los conciertos del Confessions Tour (2006).

«Drowned World/Substitute for Love» recibió airplay en 45 estaciones de Europa en su primera semana, con una «fuerte» promoción en Dinamarca, y el 22 de agosto de 1998 ingresó en el puesto 25 de la lista European Radio Top 50 de Music & Media, lo que significó el mayor debut de la semana. Tres ediciones después, alcanzó la décima posición con un total de transmisión en 85 estaciones, por lo que fue el tercer tema del disco en ocupar los diez primeros, después de que «Frozen» y «Ray of Light» pasaran nueve y cuatro semanas seguidas en la cima, respectivamente; para fin de año, se convirtió en el 55.º sencillo más reproducido. En la lista de ventas Eurochart Hot 100 Singles, debutó en el número 63 y ascendió hasta el 22. En España, entró en el décimo puesto y a la semana siguiente —26 de septiembre— ascendió al primero, por lo que fue el tercer sencillo del disco en alcanzar el primer lugar y el séptimo de Madonna en general.
En otros países europeos se ubicó entre los diez principales. Por ejemplo, en Islandia «If You Tolerate This Your Children Will Be Next» —de la banda galesa Manic Street Preachers— impidió que la canción liderara la lista oficial; en el conteo de Mahasz en Hungría, ocupó el cuarto lugar en enero de 1999; en Polonia el séptimo en LP3; en Bélgica el octavo en Ultratip Bubbling Under; y en Escocia e Italia el noveno. El 5 de septiembre, debutó en la décima casilla en el UK Singles Chart y permaneció en total nueve semanas; para agosto de 2008, era la 51.ª canción más exitosa de la artista en el país con 90 651 copias vendidas, según datos de Music Week. Estuvo entre los cincuenta primeros en Alemania, Austria, Francia, Países Bajos, Suecia y Suiza.
La recepción comercial fue más moderada en Australia y Nueva Zelanda: en el primer país, ingresó en el decimosexto puesto y solo estuvo tres semanas, mientras que en el segundo se ubicó en el vigésimo primero, aunque su permanencia fue más duradera, con nueve semanas en total. Logró ubicarse en la decimoctava posición en el conteo Soundscan de Canadá, publicado en Billboard el 12 de septiembre, y, pese a que no salió a la venta en Estados Unidos, el 7 de noviembre el lado B «Sky Fits Heaven» ocupó el número 41 en el Dance Club Songs gracias a la promoción de las remezclas.

## Vídeo musical

### Antecedentes y sinopsis
Bajo la dirección de Walter Stern, el videoclip de «Drowned World/Substitute for Love» se filmó en el hotel Claridge's y en el cruce de carreteras Piccadilly Circus de la ciudad de Londres el 26 y 27 de junio de 1998. La actriz Anita Pallenberg y el cantante Steve Strange tuvieron una breve participación. El vestuario quedó a cargo de la diseñadora de modas Arianne Phillips, quien ya había trabajado anteriormente con la artista en «Frozen» y «Ray of Light». Tuvo su estreno oficial en Europa el 24 de agosto. Inicialmente, Billboard había informado que estaría disponible en Estados Unidos después de que se estrenara el vídeo de «The Power of Good-Bye», pero el plan no sucedió; finalmente, se incluyó en el VHS/DVD recopilatorio The Video Collection 93:99, publicado en noviembre de 1999.
Muestra a la cantante —vestida de negro— siendo acosada por los paparazzi; la trama es un relato que describe las sensaciones reflejadas en la letra de la canción y reconstruye escenas en las que escapa de multitudes de periodistas que disparan el flash de las cámaras. En una toma, los invitados de una fiesta intentan tocarla a cada momento, mientras las líneas de sus rostros se retuercen y distorsionan hasta convertirse en «extraños monstruosos». Madonna huye y, acosada por los paparazzi, encuentra refugio en su propia casa. Cierra la puerta y suspira aliviada, y luego abraza con fuerza a una niña pequeña que se muestra de espaldas. En la escena final, mira hacia la cámara y pronuncia los últimos versos, Now, I find I changed my mind, this is my religion («Ahora he cambiado de opinión; esta es mi religión»).

### Controversia y recepción

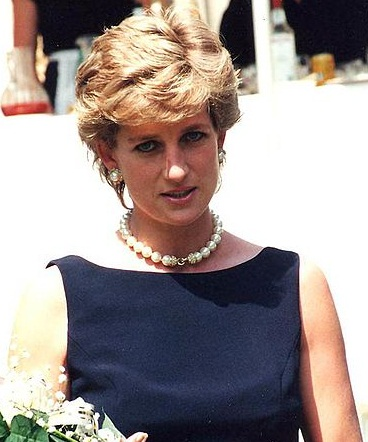
El vídeo generó controversia debido a que ciertas escenas se asemejaban a los incidentes que llevaron a la muerte de Diana de Gales (fotografía) en agosto de 1997.

Antes de su estreno oficial, generó controversia entre la prensa sensacionalista británica debido a las escenas que muestran a los paparazzi persiguiéndola a pie o en motocicletas, situación similar al incidente que provocó la muerte de Diana de Gales en agosto de 1997. Incluso se reportó que iniciaba con la cantante observando el funeral de la princesa de Gales, aunque estos informes resultaron falsos. La publicista Liz Rosenberg declaró que no guardaba ninguna relación con Diana: «Se trata de la relación de Madonna con la fama. Hay paparazzi en el vídeo. Pero no es como si [ella] no hubiera tenido experiencia con ellos. Es un día en la vida de Madonna». La BBC señaló que ella «continúa buscando el centro de atención», y el columnista Matthew Wright del periódico Daily Mirror sostuvo que «las similitudes [con la muerte de Diana] son innegables. Me parece repugnante».
Como reseñas, Liz Smith lo describió como «un día bastante escalofriante en la vida de un icono, que termina felizmente con el abrazo de una niña, una fascinante mini película que ilustra el actual desdén de Madonna por todo el vacío codicioso en el que una vez encontró satisfacción y escape». La escritora Carol Clerk observó que era «completamente autobiográfico» y lo calificó de «brillante y de celebración, resonando alto y claro lo que realmente está sucediendo con Madonna». En un análisis sobre el asunto de la celebridad en los vídeos de la cantante, Santiago Fouz-Hernández y Freya Jarman-Ivens, en su libro Madonna's Drowned Worlds (2004), comentaron que en «Drowned World/Substitute for Love» uno puede explorar de cerca su «personalidad de estrella». Además, observaron que, desde el nacimiento de su hija Lourdes, el tema del amor se ha extendido a los niños en sus obras más recientes, lo que contrasta «de manera interesante con su alegría sexual». En este sentido, declararon que la niña que aparece al final, aunque no se muestra su rostro, representa a su hija, «el sustituto del amor que ella considera haber esperado». Continuando con este último punto, Alex Frank de Pitchfork expuso que la artista, «una vez propensa a abrazar a un hombre casi desnudo en uno de sus vídeos, se manifiesta como una madre públicamente cariñosa ante nuestros ojos». Louis Virtel de Logo lo ubicó en la undécima posición de los 55 vídeos más destacados de la cantante y lo llamó «subestimado» y una de sus «declaraciones más personales». De manera similar, Christopher Rosa de VH1 lo colocó dentro de los diez más infravalorados de su carrera y lo denominó «profundamente íntimo». Por último, la revista Dazed destacó los rostros distorsionados de las personas en la escena de la fiesta y los comparó con el manga.

## Presentaciones en vivo
La primera presentación en vivo de «Drowned World/Substitute for Love» ocurrió el 10 de noviembre de 1998, cuando Madonna asistió al programa francés Sacree Femmes como parte de la promoción de Ray of Light; tras la actuación, conoció a Jeanne Moreau, a quien calificó como su actriz favorita. Trece días después, presentó el tema junto con «The Power of Good-Bye» en Séptimo de Caballería y concedió una entrevista al conductor del programa, el cantante Miguel Bosé.
Posteriormente, figuró en el repertorio de las giras mundiales Drowned World (2001) y Confessions (2006). En la primera, era el número de apertura; las pantallas destellaban reflejos azules mientras iniciaba la música y el escenario se asemejaba a un «laboratorio de vieja película de ciencia ficción». A continuación, Madonna aparecía, con el cabello rubio alisado, en medio de nubes de hielo seco y cantaba de pie en una plataforma que se elevaba sobre el escenario. El vestuario punk diseñado por Jean-Paul Gaultier, que representaba los primeros días de su carrera, consistió en un top cruzado negro sin mangas con una camisa rota, pantalones negros de cuero con cierre, collares al estilo bondage, brazaletes y una falda escocesa de tartán. Además, el último verso (Now, I find I changed my mind, this is my religion) se utilizó al final de la actuación de «Ray of Light», que era el quinto número del repertorio y el que cerraba el primer segmento del espectáculo, titulado Rock 'n' Roll/Punk Girl. Un editor de NME elogió la versión «asombrosamente emocionante» y la voz «fantástica» de la artista. De igual manera, Michael Hubbard de musicOMH remarcó que fue interpretado «maravillosamente». El diario El País lo llamó un inicio «inquietante e impactante» y agregó que las notas «sonaban con fuerza, pero el clamor del público era todavía mayor». La presentación apareció en el VHS/DVD Drowned World Tour 2001, filmado el 26 de agosto en The Palace of Auburn Hills, en Míchigan.
Cinco años después, figuró en el tercer segmento del Confessions Tour, Never Mind the Bollocks, con temática glam punk. Luego de una interpretación enérgica de «Let It Will Be», perteneciente a su décimo álbum de estudio Confessions on a Dance Floor (2005), Madonna —vestida con pantalones y camiseta negra— se sentó en el escenario y cantó una versión acústica acompañada del vocalista Yitzhak Sinwani, del London Kabbalah Centre, en las armonías. Lucy O'Brien remarcó que la multitud «vitoreó» durante la actuación, mientras que a Liz Smith del Baltimore Sun le pareció «inolvidable». Por su parte, Phil Gallo de Variety opinó que fue «tan grande como un número de baile» y que Madonna ofreció «proximidad, más que intimidad». Se incluyó en su segundo álbum en vivo The Confessions Tour (2007), rodado en agosto de 2006 durante los conciertos de Londres.
En diciembre de 2015, cantó el tema en memoria de Collins, quien había fallecido en julio de 2013, durante uno de los dos espectáculos de Londres de su gira Rebel Heart Tour. En marzo del siguiente año, ofreció una versión acústica en el concierto especial Tears of a Clown, realizado en el Forum Theatre de Melbourne; entró montada sobre un triciclo y vestida de payaso, con una peluca rosada, blusa amarilla ondulada y calcetines rayados. Un editor de Jenesaispop señaló un contraste entre el atuendo de la cantante y la «solemnidad» del tema.

## Lista de canciones y formatos
| 7", casete / CD |                                                         |          |  |
| N.º             | Título                                                  | Duración |  |
| 1.              | «Drowned World/Substitute for Love» (versión del álbum) | 5:08     |  |
| 2.              | «Sky Fits Heaven» (Sasha Remix Edit)                    | 4:08     |  |

| 12" |                                                                 |          |  |
| N.º | Título                                                          | Duración |  |
| 1.  | «Drowned World/Substitute for Love» (BT & Sasha's Ashram Remix) | 9:26     |  |
| 2.  | «Sky Fits Heaven» (Sasha Remix)                                 | 7:21     |  |
| 3.  | «Sky Fits Heaven» (Victor Calderone Remix Edit)                 | 5:50     |  |

| 12" / Maxi CD/CD 1 |                                                                   |          |  |
| N.º                | Título                                                            | Duración |  |
| 1.                 | «Drowned World/Substitute for Love» (versión del álbum)           | 5:08     |  |
| 2.                 | «Drowned World/Substitute for Love» (BT And Sasha's Ashram Remix) | 9:26     |  |
| 3.                 | «Sky Fits Heaven» (Sasha Remix Edit)                              | 4:08     |  |

| CD 2 |                                                         |          |  |
| N.º  | Título                                                  | Duración |  |
| 1.   | «Drowned World/Substitute for Love» (versión del álbum) | 5:08     |  |
| 2.   | «Sky Fits Heaven» (Sasha Remix)                         | 7:21     |  |
| 3.   | «Sky Fits Heaven» (Victor Calderone Remix Edit)         | 5:50     |  |

| CD/EP |                                                                 |          |  |
| N.º   | Título                                                          | Duración |  |
| 1.    | «Drowned World/Substitute for Love» (versión del álbum)         | 5:08     |  |
| 2.    | «Drowned World/Substitute for Love» (BT & Sasha's Ashram Remix) | 9:26     |  |
| 3.    | «Sky Fits Heaven» (Victor Calderone Remix Edit)                 | 5:50     |  |

## Posicionamiento en listas
| País (Lista 1998)                         | Posición más alta |
| ----------------------------------------- | ----------------- |
| Alemania (Offizielle Deutsche Charts)     | 39                |
| Australia (ARIA)                          | 16                |
| Austria (Ö3 Austria Top 40)               | 34                |
| Bélgica Flandes (Ultratip Bubbling Under) | 8                 |
| Canadá (Soundscan)                        | 18                |
| Escocia (Scottish Singles Chart)          | 9                 |
| España (AFYVE)                            | 1                 |
| Europa (Eurochart Hot 100 Singles)        | 22                |
| Europa (European Radio Top 50)            | 10                |
| Francia (SNEP)                            | 42                |
| Hungría (Mahasz)                          | 4                 |
| Islandia (Íslenski Listinn Topp 40)       | 2                 |
| Italia (Musica e dischi)                  | 9                 |
| Nueva Zelanda (Recorded Music NZ)         | 21                |
| Países Bajos (Top 40)                     | 27                |
| Países Bajos (Single Top 100)             | 43                |
| Polonia (LP3)                             | 7                 |
| Reino Unido (UK Singles Chart)            | 10                |
| Suecia (Sverigetopplistan)                | 41                |
| Suiza (Schweizer Hitparade)               | 31                |

| País (Lista 1998)                   | Posición |
| ----------------------------------- | -------- |
| Europa (European Radio Top 50)      | 55       |
| Islandia (Íslenski Listinn Topp 40) | 24       |

## Créditos y personal

### Dirección
- Grabación en Larrabee Studios North (Universal City, California).
- Masterización en Sterling Sound Studios (Nueva York).
- «Drowned World/Substitute for Love» contiene un sample de «Why I Follow the Tigers», interpretada por San Sebastian Strings.

### Personal
- Madonna: voz, composición, producción
- William Orbit: composición, producción
- Rod McKuen: composición
- Anita Kerr: composición
- David Collins: composición
- Fergus Gerrand: batería
- Pat McCarthy: ingeniería
- David Reitzas: ingeniería
- Jon Englesby: ingeniería
- Mark Endard: ingeniería
- Matt Silva: ingeniería
- Ted Jensen: masterización
- Rankin: fotografía
- Kevin Reagan: diseño, dirección artística

Créditos adaptados de las notas del álbum Ray of Light y del CD europeo de «Drowned World/Substitute for Love».